# Ахмедов, Рашад Асиф оглы
Рашад Асиф оглы Ахмедов (азерб. Rəşad Asif oğlu Əhmədov; род. 1981) — азербайджанский тхэквондист, участник олимпийских игр 2004 и 2008 годов. В обоих состязаниях Рашад в весовой категории до 80 кг занял 5-е места. Бронзовый призёр чемпионата мира 2003 (Гармиш-Партенкирхен) и 2009 (Копенгаген). Старший тренер мужской сборной Азербайджана по тхэквондо.

## Карьера

### Олимпийские игры 2004
Рашад был участником также летних олимпийских игр 2004 года, где занял 5-е место, проиграв в матче за 3-е место спортсмену из Ирана.

### Олимпийские игры 2008
В Пекине Рашад в 1/8 финала одолел спортсмена из Катара, Абдулькадера Хикмат Сархана со счётом 5-0. Хотя встреча в четвертьфинале с канадцем Себастьеном Мишо и закончилась 0-0, в полуфинал с преимуществом вышел Ахмедов. В полуфинале Рашад Ахмедов встретился с победителем (в весе до 68 кг) игр 2004 года, Хади Саеи из Ирана, проиграв которому не смог пройти в финал. В матче за третье место сопрником Рашада оказался также олимпийский чемпион 2000 и 2004 года американец Стивен Лопес. С преимуществом в 1 очко победил Лопес. Рашаду Ахмедову досталось 5-е место. Победивший же Рашада Хади Саеи занял первое место.